# リカルド・ラファエル・サンドバル
リカルド・ラファエル・サンドバル（Ricardo Rafael Sandoval、1999年2月5日 - ）は、アメリカ合衆国のプロボクサー。カリフォルニア州モントクレア出身。現WBA・WBC世界フライ級統一王者。

## 来歴
2016年6月18日、プロデビュー戦でアダルベルト・ソラレスと対戦し、3回TKO勝ちを収めた。
2019年11月16日にギルバート・ゴンサレスと対戦し、5回TKO勝ちを収めた。
2020年2月6日、レイモンド・タブゴンと対戦し、7回1分43秒KO勝ちを収めた。
2021年6月25日、ジェイ・ハリスとIBF世界フライ級挑戦者決定戦を行い、8回2分12秒KO勝ちを収めサニー・エドワーズへの挑戦権を獲得した。
2021年12月4日、カルロス・ブイトラゴと対戦し、7回TKO勝ちを収めた。
2022年7月16日、ライアン・ガルシア対ハビエル・フォルトゥナの前座で、デビッド・ヒメネスとWBA世界フライ級挑戦者決定戦を行い。12回1-2（112–114×2、113–113）で敗れ、アルテム・ダラキアンへの挑戦権を獲得出来なかった。しかし多くの観客やオッズメーカーはサンドバルが勝利したと考えていた。
2023年2月18日、ジェルソン・オルティスと対戦し、2回2分46秒KO勝ちを収めた。
2024年3月、オスカー・デ・ラ・ホーヤのゴールデンボーイ・プロモーションズと複数年契約を発表、これまでは試合毎の契約だった。
2024年7月6日、カリフォルニア州オンタリオのトヨタアリーナでアンヘル・アコスタとWBCフライ級シルバー王座決定戦を行い、10回1分23秒KO勝ちを収め王座を獲得した。
2025年2月15日、カリフォルニア州アナハイムのホンダセンターでサレト・ヘンダーソンと対戦し、10回判定勝ちを収め初防衛に成功した。
2025年7月30日、横浜BUNTAIでWBA・WBC世界フライ級王者の寺地拳四朗と対戦し、12回2-1の判定勝ちを収め両王座を獲得した。日本ではU-NEXT、アメリカ及びイギリスはDAZNにて配信された。

## 戦績
プロボクシング：29戦 27勝 (18KO) 2敗
| 戦           | 日付           | 勝敗 | 時間     | 内容    | 対戦相手                             | 国籍           | 備考                                              |
| ------------ | -------------- | ---- | -------- | ------- | ------------------------------------ | -------------- | ------------------------------------------------- |
| 1            | 2016年6月18日  | ☆    | 3R 1:00  | TKO     | アダルベルト・ソラレス               | メキシコ       | プロデビュー戦                                    |
| 2            | 2016年8月19日  | ☆    | 1R 1:05  | KO      | ヘクター・ガルシア                   | メキシコ       |                                                   |
| 3            | 2016年9月15日  | ☆    | 3R 1:34  | TKO     | ウリセス・ガブリエル・ロサレス       | メキシコ       |                                                   |
| 4            | 2016年10月15日 | ☆    | 3R 2:33  | TKO     | アロンソ・ロンキージョ・ヌニェス     | メキシコ       |                                                   |
| 5            | 2016年11月4日  | ★    | 4R       | 判定2-0 | アロンソ・セハ                       | メキシコ       |                                                   |
| 6            | 2017年1月14日  | ☆    | 1R 1:13  | KO      | ヘクター・ガルシア                   | メキシコ       |                                                   |
| 7            | 2017年1月27日  | ☆    | 1R 1:52  | KO      | ベンハミン・ソラレス                 | メキシコ       |                                                   |
| 8            | 2017年8月4日   | ☆    | 1R 2:44  | KO      | オスカー・ヘスス・タージャ・ダバロス | メキシコ       |                                                   |
| 9            | 2017年8月4日   | ☆    | 6R       | 判定3-0 | ペドロ・アントニオ・ロドリゲス       | メキシコ       |                                                   |
| 10           | 2017年11月17日 | ☆    | 6R       | 判定2-1 | ブレント・ベネガス                   | アメリカ合衆国 |                                                   |
| 11           | 2017年12月8日  | ☆    | 4R       | 判定3-0 | エフライン・ゴンサレス               | メキシコ       |                                                   |
| 12           | 2018年2月9日   | ☆    | 2R 3:00  | RTD     | アービング・フィエロ・ベルドゥゴ     | メキシコ       |                                                   |
| 13           | 2018年3月17日  | ☆    | 8R       | 判定3-0 | ビクトル・ウーゴ・レイエス           | メキシコ       |                                                   |
| 14           | 2018年5月4日   | ☆    | 8R       | 判定3-0 | オスカー・バスケス                   | アメリカ合衆国 |                                                   |
| 15           | 2018年11月24日 | ☆    | 4R 1:51  | TKO     | アビサイ・パロモ・オチョア           | メキシコ       |                                                   |
| 16           | 2019年7月18日  | ☆    | 6R 2:07  | TKO     | クリスチャン・アランダ・オレンダイ   | メキシコ       | WBCインターコンチネンタルフライ級ユース王座決定戦 |
| 17           | 2019年7月18日  | ☆    | 5R 1:16  | KO      | マルコ・ススタイタ                   | アメリカ合衆国 | WBCインターコンチネンタルユース防衛1              |
| 18           | 2019年11月16日 | ☆    | 5R 2:25  | TKO     | ギルバート・ゴンサレス               | メキシコ       |                                                   |
| 19           | 2020年2月6日   | ☆    | 7R 1:43  | KO      | レイモンド・タブゴン                 | フィリピン     |                                                   |
| 20           | 2021年6月25日  | ☆    | 8R 2:12  | KO      | ジェイ・ハリス                       | イギリス       | IBF世界フライ級挑戦者決定戦                       |
| 21           | 2021年12月4日  | ☆    | 7R 0:46  | TKO     | カルロス・ブイトラゴ                 | ニカラグア     |                                                   |
| 22           | 2022年7月16日  | ★    | 12R      | 判定2-0 | デビッド・ヒメネス                   | コスタリカ     | WBA世界フライ級挑戦者決定戦                       |
| 23           | 2023年2月18日  | ☆    | 2R 2:46  | KO      | ジェルソン・オルティス               | コロンビア     |                                                   |
| 24           | 2023年6月10日  | ☆    | 10R      | 判定3-0 | ロッコ・サントマウロ                 | アメリカ合衆国 |                                                   |
| 25           | 2023年10月21日 | ☆    | 10R      | 判定3-0 | ビクトル・エフライン・サンドバル     | メキシコ       |                                                   |
| 26           | 2024年3月30日  | ☆    | 8R 3:00  | RTD     | カルロス・ブイトラゴ                 | ニカラグア     |                                                   |
| 27           | 2024年7月6日   | ☆    | 10R 1:23 | KO      | アンヘル・アコスタ                   | プエルトリコ   | WBC世界フライ級シルバー王座決定戦                 |
| 28           | 2025年2月15日  | ☆    | 10R      | 判定3-0 | サレト・ヘンダーソン                 | アメリカ合衆国 | WBCシルバー防衛1                                  |
| 29           | 2025年7月30日  | ☆    | 12R      | 判定2-1 | 寺地拳四朗（BMB）                    | 日本           | WBA・WBC世界フライ級タイトルマッチ                |
| 30           | 2025年-月-日   | -    | -        | -       | ガラル・ヤファイ                     | イギリス       | WBA・WBC世界フライ級王座統一戦 試合前             |
| テンプレート |                |      |          |         |                                      |                |                                                   |

## 獲得タイトル
- WBCインターコンチネンタルフライ級ユース王座
- WBC世界フライ級シルバー王座
- WBA世界フライ級王座（防衛0）
- WBC世界フライ級王座（防衛0）